# Bachaawaagijn Bujadaa
Bachaawaagijn Bujadaa (mong. Бахааваагийн Буядаа; ur. 20 maja 1946) – mongolski judoka, dwukrotny olimpijczyk.

## Osiągnięcia
W Monachium, na swoich pierwszych igrzyskach Bujadaa wystąpił w wadze lekkiej. Był wówczas nieznanym i niezbyt doświadczonym judoką. Trenował głównie zapasy, jednak postanowił startować w judo. 
W pierwszym pojedynku swojej grupy (A) pokonał Amerykanina Kennetha Okadę, w kolejnym zaś pokonał Szwajcara Marcela Burkharda. Swoją pierwszą porażkę zanotował w meczu trzeciej rundy, w którym przegrał z Japończykiem Takao Kawaguchim. Nie odpadł jednak z turnieju, gdyż czekały go jeszcze repasaże z rywalami z grupy A. Najpierw pokonał Chińczyka z Tajwanu Cheng Chi-Hsianga, zaś w kolejnym pojedynku zwyciężył z judoką zachodnioniemieckim Wolframem Koppenem. Dzięki tym zwycięstwom awansował do półfinału zawodów i miał w tym momencie zapewniony medal olimpijski. W półfinałowym pojedynku pokonał Francuza Jeana-Jacques’a Mouniera. W pojedynku o złoto, jego rywalem ponownie był Japończyk Takao Kawaguchi, z którym raz już przegrał. Finałowy pojedynek łatwo wygrał jednak Japończyk, samo spotkanie trwało zaledwie 40 sekund. Bujadaa zdobył jednak pierwszy medal olimpijski w judo dla Mongolii.
Kilka dni później badania antydopingowe wykazały w jego organizmie obecność sterydów anabolicznych (a dokładniej dianabolu). Pozbawiono go medalu olimpijskiego i zdyskwalifikowano (jego srebrny medal nie trafił jednak do żadnego judoki, rozdano więc tylko złoty i dwa brązowe medale w tej kategorii). Został pierwszym w historii igrzysk olimpijskich judoką, który został zdyskwalifikowany za stosowanie niedozwolonych środków dopingujących, jest również pierwszym mongolskim olimpijczykiem przyłapanym na dopingu.
Wystąpił jeszcze w tej samej wadze na kolejnych igrzyskach olimpijskich w Montrealu w 1976 roku. W pierwszej i drugiej rundzie pokonał odpowiednio zachodniemieckiego judokę Alexandra Leibkinda i Bułgara Pyrwana Pyrwanowa. W meczu trzeciej rundy przegrał jednak z Węgrem Józsefem Tuncsikiem i nie zakwalifikował się do walk repasażowych. Zajął 10. miejsce ex aequo z Francuzem Yvesem Delvingtem.
Zdobył brązowy medal podczas Spartakiady Armii Zaprzyjaźnionych w 1977 roku w kategorii do 65 kilogramów. Zajął też trzecie miejsce podczas międzynarodowego turnieju w Tbilisi w 1976 roku (do 70 kilogramów).